# Academy Award Review of Walt Disney Cartoons
Academy Award Review of Walt Disney Cartoons е анимационен филм на Уолт Дисни, който е пуснат в Съединените щати на 19 май 1937 г. за ограничено време, който промотира предстоящото издание на „Снежанка и седемте джуджета“. Той е колекция от петте номинирани късометражни филми на поредицата „Глупава симфония“, които са събрани заедно като заглавия и разказвач. Като „Многото приключения на Мечо Пух“, всеки от анимационните филми са издадени самостоятелно, преди да бъдат събрани като един филм. Разделените анимационни късометражни филми са достъпни на DVD. В допълнение, филмът е по-дълъг с 41 минути, като „Привет, приятели!“. Въпреки че този филм е изцяло анимиран, „Привет, приятели!“ би било много по-кратък без игралните сцени. Той е считан като първия филм във филмографията на „Уолт Дисни Пикчърс“.
Academy Award Review of Walt Disney Cartoons е преиздаден и възстановен с допълнителните четири късометражни филма през 1966 г. без диктор.
Двете версии на филма са издадени на Laserdisc в Япония на 21 юли 1985 г.

## Филмови сегменти
Оригиналния филм съдържа пет късометражни филма:
- „Цветя и дървета“ (1932)
- „Трите прасенца“ (1933)
- „Костенурката и заекът“ (1934)
- „Трите котенца сирачета“ (1935)
- „The Country Cousin“ (1936)

Следващите допълнителни късометражни филми са включени в изданието през 1966 г.:
- „Старата мелница“ (1937)
- „Бикът Фердинанд“ (1938)
- „Грозното патенце“ (1939)
- „Lend a Paw“ (1941)